# Elecciones municipales de Andahuaylas de 2022
Las elecciones municipales de Andahuaylas de 2022 se llevaron a cabo el 2 de octubre de 2022 para elegir al alcalde y al Concejo Provincial de Andahuaylas para el periodo 2023-2026. La elección se celebró simultáneamente con elecciones regionales y municipales (provinciales y distritales) en todo el Perú.
Como resultado, Abel Serna Herrera (Frente de la Esperanza) fue electo como alcalde provincial de Andahuaylas con la votación más alta en todo el departamento, prácticamente duplicando el apoyo de su más cercana competidora. De la misma forma, el Frente de la Esperanza se alzó como el partido más votado y más alcaldías distritales en la provincia.

## Sistema electoral
La Municipalidad Provincial de Andahuaylas es el órgano administrativo y de gobierno de la provincia de Andahuaylas. Está compuesta por el alcalde y el Concejo Provincial.
La votación del alcalde y el concejo se realiza en base al sufragio universal, que comprende a todos los ciudadanos nacionales mayores de dieciocho años, empadronados y residentes en la provincia de Andahuaylas y en pleno goce de sus derechos políticos, así como a los ciudadanos no nacionales residentes y empadronados en la provincia de Andahuaylas. No hay reelección inmediata de alcaldes.
El Concejo Provincial de Andahuaylas está compuesto por 11 regidores elegidos por sufragio directo para un período de cuatro (4) años, en forma conjunta con la elección del alcalde (quien lo preside). La votación es por lista cerrada y bloqueada. Se asigna a la lista ganadora los escaños según el método d'Hondt o la mitad más uno, lo que más le favorezca.

## Composición del Concejo Provincial de Andahuaylas
La siguiente tabla muestra la composición del Concejo Provincial de Andahuaylas antes de las elecciones.
| Partidos | Partidos                            | Regidores |
| -------- | ----------------------------------- | --------- |
|          | Movimiento Regional Llankasun Kuska | 7         |
|          | Somos Perú                          | 2         |
|          | Movimiento Popular Kallpa           | 1         |
|          | Alianza para el Progreso            | 1         |

## Elecciones internas
Los partidos políticos realizaron la convocatoria a elecciones internas (15–22 de enero de 2022) para definir a los candidatos de sus organizaciones en listas cerradas y bloqueadas. Se sometieron a elección las candidaturas a:
- Alcaldía Provincial de Andahuaylas (1 candidatura).
- Concejo Provincial de Andahuaylas (11 candidaturas).
- Alcaldías distritales de Andahuaylas (19 candidaturas).
- Concejos distritales de Andahuaylas (95 candidaturas).

Existen dos modalidades para la organización de las elecciones internas:
- Modalidad de elección directa: con voto universal, libre, voluntario, igual, directo y secreto de los afiliados. Fue la modalidad utilizada por Somos Perú,[7] Alianza para el Progreso[8] y Progresista de Apurímac.[9] Las elecciones se realizaron el 15 de mayo de 2022.
- Modalidad de delegados: a través de delegados previamente elegidos mediante voto universal, libre, voluntario, igual, directo y secreto de los afiliados. Fue la modalidad utilizada por Perú Libre,[10] Frente de la Esperanza[11] y Hatariy Apurímac.[12] Las elecciones se realizaron el 22 de mayo de 2022.

## Partidos y candidatos
A continuación se muestra una lista de los principales partidos y alianzas electorales que participan en las elecciones:
| Candidatura | Candidatura | Partidos y alianzas                    | Candidatos | Candidatos               | Ideología                                                          | Resultado previo | Resultado previo | Ref.   |
| Candidatura | Candidatura | Partidos y alianzas                    | Candidatos | Candidatos               | Ideología                                                          | Votos (%)        | Reg.             | Ref.   |
| ----------- | ----------- | -------------------------------------- | ---------- | ------------------------ | ------------------------------------------------------------------ | ---------------- | ---------------- | ------ |
|             | SP          | Lista - Somos Perú (SP)                |            | María Alcarraz Huamán    | Democracia cristiana Conservadurismo social                        | 19.75%           | 2                | [ 13 ] |
|             | APP         | Lista - Alianza para el Progreso (APP) |            | Nemesio Quispe Romero    | Liberalismo económico Conservadurismo liberal Populismo de derecha | 15.08%           | 1                | [ 13 ] |
|             | PL          | Lista - Perú Libre (PL)                |            | Jorge Zúñiga Huayta      | Socialismo del siglo XXI Marxismo-leninismo Mariateguismo          | 1.08%            | 0                | [ 13 ] |
|             | FE          | Lista - Frente de la Esperanza (FE)    |            | Abel Serna Herrera       | Reformismo                                                         | Nuevo            | Nuevo            | [ 13 ] |
|             | P           | Lista - Progresista de Apurímac (P)    |            | Lucimar Alarcón Velasque | Regionalismo apurimeño                                             | Nuevo            | Nuevo            | [ 13 ] |
|             | H           | Lista - Hatariy Apurímac (H)           |            | Adriel Reynoso Loaiza    | Regionalismo apurimeño                                             | Nuevo            | Nuevo            | [ 13 ] |

## Sondeos de opinión
Las siguientes tablas enumeran las estimaciones de la intención de voto en orden cronológico inverso, mostrando las más recientes primero y utilizando las fechas en las que se realizó el trabajo de campo de la encuesta. Cuando se desconocen las fechas del trabajo de campo, se proporciona la fecha de publicación.
Leyenda:
     Sondeo realizado en el periodo de prohibición legal de la difusión de sondeos de intención de voto.

### Intención de voto
La siguiente tabla enumera las estimaciones ponderadas (sin incluir votos en blanco y nulos) de la intención de voto.
|                                |              |     |      |      |      |      |      |     |      |  |  |
| Elecciones municipales de 2022 | 2 oct 2022   | —   | 39.6 | 19.5 | 17.2 | 10.7 | 8.5  | 4.5 | 20.1 |  |  |
|                                |              |     |      |      |      |      |      |     |      |  |  |
| IPEI                           | 6–7 jul 2022 | 300 | 25.4 | 3.0  | 22.4 | –    | 10.4 | 7.5 | 3.0  |  |  |

### Preferencias de voto
La siguiente tabla enumera las preferencias de voto en bruto (incluyendo blancos, viciados y sin respuesta) y no ponderadas.
| Encuestadora/Medio             | Fecha        | Muestra | Abel Serna | Lucimar Alarcón | Adriel Reynoso | María Alcarraz | Nemesio Quispe | Jorge Zúñiga | B/V  | NS/NO | Dif. |  |  |  |
| ------------------------------ | ------------ | ------- | ---------- | --------------- | -------------- | -------------- | -------------- | ------------ | ---- | ----- | ---- |  |  |  |
| Encuestadora/Medio             | Fecha        | Muestra |            |                 |                |                |                |              |      |       |      |  |  |  |
| Elecciones municipales de 2022 | 2 oct 2022   | —       | 33.9       | 16.7            | 14.7           | 9.1            | 7.3            | 3.9          | 14.5 | –     | 20.1 |  |  |  |
|                                |              |         |            |                 |                |                |                |              |      |       |      |  |  |  |
| IPEI                           | 6–7 jul 2022 | 300     | 17         | 2               | 15             | –              | 7              | 5            | –    | 33    | 2    |  |  |  |

## Resultados

### Sumario general
|                                                                                                 |                                |              |              |              |           |           |
| Partidos y coaliciones                                                                          | Partidos y coaliciones         | Voto popular | Voto popular | Voto popular | Regidores | Regidores |
| Partidos y coaliciones                                                                          | Partidos y coaliciones         | Votos        | %            | +/−          | Total     | +/−       |
|                                                                                                 | Frente de la Esperanza (FE)    | 30,877       | 39.60        | Nuevo        | 7         | +7        |
|                                                                                                 | Progresista de Apurímac (P)    | 15,171       | 19.45        | Nuevo        | 2         | +2        |
|                                                                                                 | Hatariy Apurímac (H)           | 13,395       | 17.18        | Nuevo        | 1         | +1        |
|                                                                                                 | Somos Perú (SP)                | 8,348        | 10.71        | –9.04        | 1         | –1        |
|                                                                                                 | Alianza para el Progreso (APP) | 6,635        | 8.51         | –6.57        | 0         | –1        |
|                                                                                                 | Perú Libre (PL)1               | 3,556        | 4.56         | +3.48        | 0         | ±0        |
|                                                                                                 |                                |              |              |              |           |           |
| Total                                                                                           | Total                          | 77,982       |              |              | 11        | ±0        |
|                                                                                                 |                                |              |              |              |           |           |
| Votos válidos                                                                                   | Votos válidos                  | 77,982       | 85.49        | +4.57        |           |           |
| Votos en blanco                                                                                 | Votos en blanco                | 5,691        | 6.24         | –3.09        |           |           |
| Votos nulos                                                                                     | Votos nulos                    | 7,546        | 8.27         | –1.48        |           |           |
| Votos emitidos                                                                                  | Votos emitidos                 | 91,219       | 77.21        | –1.25        |           |           |
| Abstenciones                                                                                    | Abstenciones                   | 26,926       | 22.79        | +1.25        |           |           |
| Votantes registrados                                                                            | Votantes registrados           | 118,145      |              |              |           |           |
|                                                                                                 |                                |              |              |              |           |           |
| Fuente:                                                                                         |                                |              |              |              |           |           |
| Notas al pie: 1 Comparado con los resultados de Perú Libertario (PL) en las elecciones de 2018. |                                |              |              |              |           |           |
| Notas al pie:                                                                                   |                                |              |              |              |           |           |
| 1 Comparado con los resultados de Perú Libertario (PL) en las elecciones de 2018.               |                                |              |              |              |           |           |

### Concejo Provincial de Andahuaylas
| Cargo                              | Autoridad electa          | Partido político | Partido político        |
| ---------------------------------- | ------------------------- | ---------------- | ----------------------- |
| Alcalde Provincial de Andahuaylas  | Abel Serna Herrera        |                  | Frente de la Esperanza  |
| Regidor Provincial de Andahuaylas  | Oswaldo Silvera Palomino  |                  | Frente de la Esperanza  |
| Regidora Provincial de Andahuaylas | Vidalina Quispe Urpe      |                  | Frente de la Esperanza  |
| Regidor Provincial de Andahuaylas  | Alan La Torre Delgado     |                  | Frente de la Esperanza  |
| Regidora Provincial de Andahuaylas | Mayra Rincón Cebrian      |                  | Frente de la Esperanza  |
| Regidor Provincial de Andahuaylas  | Kei Guerrero Galván       |                  | Frente de la Esperanza  |
| Regidora Provincial de Andahuaylas | Maribel Rodrigo Obregón   |                  | Frente de la Esperanza  |
| Regidor Provincial de Andahuaylas  | Walter Sotaya Caballero   |                  | Frente de la Esperanza  |
| Regidor Provincial de Andahuaylas  | Iván Llacchuarimay Alhuay |                  | Progresista de Apurímac |
| Regidora Provincial de Andahuaylas | Nancy Salazar Altamirano  |                  | Progresista de Apurímac |
| Regidor Provincial de Andahuaylas  | Edwin Miranda Palomino    |                  | Hatariy Apurímac        |
| Regidora Provincial de Andahuaylas | María Alcarraz Huamán     |                  | Somos Perú              |

## Elecciones municipales distritales

### Sumario general
| Partidos y coaliciones                                                                          | Partidos y coaliciones         | Voto popular | Voto popular | Voto popular | Alcaldías | Alcaldías |
| Partidos y coaliciones                                                                          | Partidos y coaliciones         | Votos        | %            | +/−          | Total     | +/−       |
| ----------------------------------------------------------------------------------------------- | ------------------------------ | ------------ | ------------ | ------------ | --------- | --------- |
|                                                                                                 | Frente de la Esperanza (FE)    | 21,747       | 36.65        | Nuevo        | 11        | +11       |
|                                                                                                 | Hatariy Apurímac (H)           | 13,737       | 23.15        | Nuevo        | 2         | +2        |
|                                                                                                 | Somos Perú (SP)                | 12,818       | 21.60        | +5.28        | 4         | ±0        |
|                                                                                                 | Alianza para el Progreso (APP) | 5,129        | 8.64         | –4.95        | 0         | –1        |
|                                                                                                 | Perú Libre (PL)1               | 2,955        | 4.98         | +4.78        | 1         | +1        |
|                                                                                                 | Progresista de Apurímac (P)    | 1,914        | 3.23         | Nuevo        | 0         | ±0        |
|                                                                                                 | Acción Popular (AP)            | 705          | 1.19         | –0.92        | 0         | ±0        |
|                                                                                                 | Podemos Perú (PP)              | 327          | 0.55         | Nuevo        | 1         | +1        |
|                                                                                                 |                                |              |              |              |           |           |
| Total                                                                                           | Total                          | 59,332       |              |              | 19        | ±0        |
|                                                                                                 |                                |              |              |              |           |           |
| Votos válidos                                                                                   | Votos válidos                  | 59,332       | 85.74        | +1.60        |           |           |
| Votos en blanco                                                                                 | Votos en blanco                | 6,512        | 9.41         | +1.18        |           |           |
| Votos nulos                                                                                     | Votos nulos                    | 3,353        | 4.85         | –2.78        |           |           |
| Votos emitidos                                                                                  | Votos emitidos                 | 69,197       | 77.61        | –1.18        |           |           |
| Abstenciones                                                                                    | Abstenciones                   | 19,962       | 22.39        | +1.18        |           |           |
| Votantes registrados                                                                            | Votantes registrados           | 89,159       |              |              |           |           |
|                                                                                                 |                                |              |              |              |           |           |
| Fuente:                                                                                         |                                |              |              |              |           |           |
| Notas al pie: 1 Comparado con los resultados de Perú Libertario (PL) en las elecciones de 2018. |                                |              |              |              |           |           |
| Notas al pie:                                                                                   |                                |              |              |              |           |           |
| 1 Comparado con los resultados de Perú Libertario (PL) en las elecciones de 2018.               |                                |              |              |              |           |           |

### Resultados por distrito
La siguiente tabla enumera el control de los distritos de la provincia de Andahuaylas. El cambio de mando de una organización política se resalta del color de ese partido.
| Distrito                   | Alcalde(sa) titular          | Partido político | Partido político          | Alcalde(sa) electo(a)    | Partido político | Partido político       |
| -------------------------- | ---------------------------- | ---------------- | ------------------------- | ------------------------ | ---------------- | ---------------------- |
| Andarapa                   | Jesús Damiano Huamán         |                  | Movimiento Popular Kallpa | Lenin Cañari Guzmán      |                  | Somos Perú             |
| Chiara                     | Alcides Poccorpachi Carrasco |                  | Somos Perú                | César Carrasco Carrasco  |                  | Podemos Perú           |
| Huancarama                 | Máximo Céspedes Gaspar       |                  | Siempre Unidos            | Roberto Pérez Arias      |                  | Frente de la Esperanza |
| Huancaray                  | Luciano Huaraca Gutiérrez    |                  | Llankasun Kuska           | Froilán Navarro Loa      |                  | Somos Perú             |
| Huayana                    | Moisés Torre Antay           |                  | Somos Perú                | Pedro Torre Ccoycca      |                  | Frente de la Esperanza |
| José María Arguedas        | Víctor Merino Huaraca        |                  | Movimiento Popular Kallpa | Lucio Ruiz Ascho         |                  | Hatariy Apurímac       |
| Kaquiabamba                | Juan Pacheco Laura           |                  | Avanza País               | Fidel Inca Almanza       |                  | Perú Libre             |
| Kishuará                   | Epifanio Chacón Rojas        |                  | Somos Perú                | César Flores Hurtado     |                  | Frente de la Esperanza |
| Pacobamba                  | Edou Hurtado Ccorahua        |                  | Llankasun Kuska           | Efrén Huarancca Urquizo  |                  | Somos Perú             |
| Pacucha                    | Hainor Navarro Huamán        |                  | Alianza para el Progreso  | Tony Vargas Oscco        |                  | Frente de la Esperanza |
| Pampachiri                 | Frith Sotelo Vargas          |                  | Llankasun Kuska           | Fidel Llacchua Menacho   |                  | Frente de la Esperanza |
| Pomacocha                  | Fredy Anca Gutiérrez         |                  | Movimiento Popular Kallpa | Walder Anca Antay        |                  | Frente de la Esperanza |
| San Antonio de Cachi       | Samuel Mallma Salazar        |                  | Democracia Directa        | Filomon Quispe Gonzales  |                  | Frente de la Esperanza |
| San Jerónimo               | Percy Godoy Medina           |                  | Movimiento Popular Kallpa | Sabino Portillo Quispe   |                  | Frente de la Esperanza |
| San Miguel de Chaccrapampa | Pedro Marcas Vargas          |                  | Llankasun Kuska           | Américo Ccasani Palacios |                  | Frente de la Esperanza |
| Santa María de Chicmo      | Max Huaraca Pariona          |                  | Movimiento Popular Kallpa | Rommel Sayago Gutiérrez  |                  | Frente de la Esperanza |
| Talavera                   | Abel Serna Herrera           |                  | Movimiento Popular Kallpa | Nelson Serna Flores      |                  | Frente de la Esperanza |
| Tumay Huaraca              | Richard Silvera Huayhuas     |                  | Somos Perú                | Carlos Vargas Sivipaucar |                  | Somos Perú             |
| Turpo                      | Reynaldo Palomino Alhuay     |                  | Unión por el Perú         | Américo Berrocal Allcca  |                  | Hatariy Apurímac       |